# بوري (سمك)
البوري أو البياحيات (بالإنجليزية: Mullets) أو البوري الرمادي (بالإنجليزية: Grey mullets) هي فصيلة من السمك (فصيلة البوريات Mugilidae) و رتبة من الأسماك شعاعية الزعانف. تنتشر هذه الفصيلة في جميع أنحاء العالم في المياه الساحلية المعتدلة والمدارية، كما تعيش بعض أنواعه في المياه العذبة. .سمك البوري يعتبر مصدر مهم للغذاء في دول حوض البحر الأبيض المتوسط منذ العصور القديمة. تضم الفصيلة حوالي 80 نوعاً من سمك البوري موزعة على 17 جنساً، على الرغم من أن نصف تلك الأنواع يندرج تحت جنسين اثنين فقط؛ جنس الليزا (باللاتينية: Liza)، و جنس البوري (باللاتينية: Mugil).
سمك البوري مميز بوجود زعنفتين منفصلتين على الظهر، وفم صغير مثلث، وبعدم وجود عضو للخط الجانبي. وهو يتغذى على الفُتَات، ومعظم أنواعه لديها معدة عضلية غير معتادة وبلعوم معقد للمساعدة في الهضم.